# Rošických
Ulice Rošických na Malé Straně v Praze je jednosměrná ulice směrující v dolní části Újezdu severně po zbytek městských hradeb, které pokračují ke Hladové zdi. Nazvána je na počest českých vlastenců Jaroslava Rošického a Evžena Rošického, po kterém byl nazván i Memoriál Evžena Rošického a stadion Evžena Rošického. Na čísle 8 má pobočku Vyšší odborná škola grafická a Střední průmyslová škola grafická.

## Budovy, firmy a instituce
- restaurant Atelier - Rošických 4[3]
- Vyšší odborná škola grafická a Střední průmyslová škola grafická, pobočka - Rošických 8[4]